# خاکبتیه
خاکبتیه، روستایی از توابع بخش بشارت شهرستان الیگودرز در استان لرستان ایران است.
اهالی این روستا از ایل میوند، طایفه عیسوند هستند.

## جمعیت
این روستا در دهستان پیشکوه ذلقی قرار دارد و بر اساس سرشماری مرکز آمار ایران در سال ۱۳۸۵، جمعیت آن ۵۱۲ نفر (۸۶خانوار) بوده‌است.